# Luise Amtsberg
Luise Amtsberg (née le 17 octobre 1984 à Greifswald ) est une femme politique allemande de l'Alliance 90/Les Verts. Elle siége au Bundestag de 2013 à début 2022 avant d'être nommée, le 5 janvier 2022, Déléguée du gouvernement fédéral pour la politique des droits de l'Homme et l'aide humanitaire.

## Biographie et carrière politique
Amtsberg grandit dans le quartier berlinois de Karlshorst. En 2004, elle passe son Abitur à Hemmoor (Basse-Saxe). De 2004 à 2013, elle étudie les sciences islamiques avec une option sciences politiques et en théologie protestante à l'Université Christian-Albrechts de Kiel. En 2013, elle termine ses études par un mémoire sur le Féminisme dans l'islam en prenant l'exemple du mouvement des femmes palestiniennes.
Elle est devenue membre du conseil exécutif des Verts du district Kiel en 2006. Elle poursuit son ascension dans le parti et est élue en 2009 au parlement de l'État du Schleswig-Holstein, dont elle devient la benjamine. En mars 2013, Amtsberg est tête de liste des Verts du Schleswig-Holstein pour les élections législatives fédérales de 2013. Elles entre alors au Bundestag.
À travers le programme « Les parlementaires protègent les parlementaires » du Bundestag qui permet de soutenir les défenseurs des droits de l'homme, politiques, blogueurs, journalistes ou scientifiques opprimés et persécutés, Luise Amtsberg parraine trois personnes : les défenseurs des droits de l'Homme Narges Mohammadi, Günal Kurşun et Issa Amro. Amtsberg est membre de l'Union des fédéralistes européens, qui prône une Europe fédérale.
Amtsberg est également choisie comme tête de liste par les Verts du Schleswig-Holstein pour les élections fédérales de 2021. Elle obtient 28,1 % des voix ce qui la place à la deuxième place derrière le candidat du SPD Mathias Stein (de) (29,5 %). Le système électoral allemand par listes, lui a permis d'entrer au Bundestag. Le 5 janvier 2022, elle quitte le Bundestag et intègre le Cabinet fédéral au poste de commissaire du gouvernement fédéral pour la politique des droits de l'homme et l'aide humanitaire.
Amtsberg a un fils.

## Prises de position en faveur des demandeurs d'asile
En 2016, Louise Amtsberg critique la politique d'asile du cabinet Merkel III. Elle répéte à plusieurs reprises que cela aurait de graves conséquences, en particulier pour les Afghans qui sont exclus des cours de langue et ne sont pas soutenus pour leur intégration professionnelle et sociale.
La restriction en 2016 des possibilités de regroupement familial votée par la CDU/CSU et le SPD marquerait selon elle un tournant, car il s'agit de l'une des principales possibilités pour un migrant d'émigrer légalement en Europe. Ces limitations sont « non seulement irresponsables en termes de droits de l'Homme, mais aussi irresponsables et à courte vue en matière d'intégration et de cohésion sociale ». Elle milite également pour l'abolition des accords de Dublin le partage de la répartition des réfugiés entre les pays d'Europe.

## Prises de positions comme déléguée aux droits de l'Homme
En octobre 2022, peu avant la coupe du Monde de football, elle annule un voyage d'état au Qatar car elle estime ne pas pouvoir aborder le sujet des droits de l'Homme avec les représentants de ce pays.
Début novembre 2022, au moment de la COP 27, elle exige la libération du militant égyptien Alaa Abdel Fattah,.